# Nina Predanič
Nina Predanič (Eslovenia; 28 de mayo de 1997) es una futbolista eslovena. Juega como atacante y su equipo actual es el Grasshopper de la Superliga Femenina de Suiza, además forma parte de la selección nacional femenina de Eslovenia.

## Carrera
Nina Predanič dio sus primeros pasos futbolísticos en NK Brežice 1919. Después de jugar con los niños durante ocho años, se mudó al equipo femenino NK Brinje-Grosuplje a la edad de catorce años.
Fue bautizada en la primera etapa liguera con la camiseta de ŽNK Radomlje. Después de cinco temporadas con ŽNK Radomlje, decidió estudiar al otro lado del Atlántico, donde sus actuaciones con la camiseta de la Universidad de Saint Rose no pasaron desapercibidas.

## Palmarés
ŽNK Split
- 1. HNLŽ (1): 2019/20.